# 40 Latino
40 Latino va ser un canal de televisió espanyol que va ser la versió en televisió d'emissores de ràdio com a Cadena Dial o Radiolé. Es trobava en les plataformes digitals de pagament Canal+ i Orange TV. Des de 2005 i fins a 2010 el canal va estar dins del paquet de canals gratuïts de la TDT dins del Multiplex 67, amb Cuatro, Canal Club, Cadena SER, Cadena Dial i Los 40 Principales. Era de temàtica musical, però dirigit únicament als artistes i cançons de parla hispana.
El canal musical estava produït per Sogecable Música S.L. una empresa conjunta entre Prisa TV (50% d'accions) i Unión Radio (50% d'accions). Es distribuïa en plataformes de pagament com Canal+ i Movistar TV. El 2010, Sogecuatro va produir aquest canal pel fet que Sogecable va decidir separar les llicències de TDT a causa de la fusió de Gestevisión Telecinco i Sogecuatro.
El 23 d'agost de 2010, 40 Latino va cessar les seves emissions en obert per a donar pas a Canal+ 2, canal de pagament del grup Prisa.
Inicialment, estava previst que aquest canal tornés a la TDT després del tancament de CNN+, encara que finalment, després de l'absorció dels canals TDT de Prisa per Mediaset España, el que va ocupar aquesta freqüència va ser Gran Hermano 24 horas, que va donar pas finalment a Divinity, canal de programació dedicada a la dona.
Finalment, el canal 40 Latino va cessar les seves emissions el 4 de gener de 2012 com ja va informar Prisa TV, encarregada de produir el canal, el 29 de desembre de 2011. Així i tot, els continguts del canal no es van perdre, ja que es van poder continuar veient a través de LOS40 TV, el canal principal. El canal musical va ser substituït aquell mateix dia per El Garage TV, un canal que emetia programes específics que recollien la més completa informació sobre el sector de l'automòbil, totes les novetats, els avanços en matèria de seguretat, activitats off-road, mecànica, disseny industrial, esdeveniments i turisme, a més de diferents disciplines esportives amb una exclusiva cobertura local de les seves competicions.